# Santo Stefano di Sessanio
Santo Stefano di Sessanio es una  localidad italiana de la provincia de L'Aquila, región de Abruzos de 120 habitantes.

## Evolución demográfica
| Gráfica de evolución demográfica de Santo Stefano di Sessanio entre 1861 y 2001 |
|                                                                                 |
| Fuente ISTAT - elaboración gráfica por Wikipedia                                |